# Vytautas Grigaravičius
Vytautas Grigaravičius (* 6. März 1957 in Alytus) ist ein litauischer Verwaltungsjurist und Politiker. Von 2015 bis 2019 war er Bürgermeister von Alytus und von 2001 bis 2007 Generalpolizeikommissar Litauens.

## Leben
Nach dem Abitur 1976 an der  1. Sekundarschule Alytus absolvierte er 1986 das Studium an der Fakultät Vilnius der Milizhochschule Minsk am belarussischen Innenministerium. Ab Oktober 1976 arbeitete er in der Miliz. Von 1976 bis 1978 lernte V. Grigaravičius an der höheren Milizschule Kaunas. Danach arbeitete er als Inspektor, ab 1979 bei der Kriminalsuche, ab 1980 in Alytus als Siedlungsinspektor, ab 1983 als Oberinspektor. 1991 wurde Grigaravičius Polizeioberkommissar. Ab 1999 arbeitete er am Polizeidepartement am Innenministerium Litauens, ab Juni 1999 als stellv. Generalkommissar und danach von 2001 bis 2007 als Polizeigeneralkommissar.
Im März 2015 wurde er zum Bürgermeister der Stadtgemeinde Alytus bei den direkten Wahlen der litauischen Bürgermeister mit der Stimmenmehrheit von 65,86 % schon im ersten Wahlgang gewählt.

## Auszeichnungen
- Vyčio Kryžiaus ordinas